# Listener (гурт)
Listener — рок-гурт що художньо декламує авторський текст. Мешкає у місті Фаєтвіль, Арканзас. Спочатку андеграунд хіп-хоп проект Дена Сміта, який використовував прізвисько «Listener», проект перетворився на повноцінний рок-гурт. У поточний склад колективу входять вокаліст, трубач і басист Ден Сміт, гітарист Джон Мур і барабанщик Кріс Рошель.

## Історія
Listener спочатку почав як сольний андеграунд хіп-хоп проекту вокаліста Дена Сміта починаючи з дати комерційного випуску альбому Whispermoon на Mush Records у 2003 році. Він також брав участь у кількох спільних альбомів з гуртами Deepspace5 і Labklik, в обох з яких він є засновником.
З його другого релізу Ozark Empireв в 2005 році, Сміт почав свій перший гастрольний «Tour of Homes». Тур майже цілком складався з подорожі від будинку до будинку в США (в Європейській частині тур був під назвою «European Tour of Homes») в народному стилі гастролей. В європейській частині тур проходив радше у стандартних концертних майданчиках, а також будинках, кафе, художніх галереях і складах. Протягом цього періоду, Сміт запропонував барабанщику Ендрю Гиббенсу і гітаристу Еріку Олсену, приєднатися до них на гастролях, таким чином, перейшовши від традиційних хіп-хоп вистав у формат живої музики. Гиббенс і Олсен  не покидають гурт в грудні 2006 року. Незалежно від того, використовуючи ім'я Listener для своєї сольної роботи, Сміт вирішив продовжити використовувати ім'я за проектом, розробленим в живий гурт.
Під час Tour of Homes у 2005 році Сміт познайомився з музикантом Крістін Нельсон в домашньому шоу в Лас-Вегасі, штат Невада. Дізнавшись, що Нельсон грав на барабанах, Сміт попросив його приєднатися до групи у червні 2007 року група випустила альбом Return to Struggleville.
Після півтора років гастролей, Listener випустила свій третій студійний альбом, Wooden Heart, в липні 2010 року. Через рік після того, як познайомився з групою The Chariot, Сміту було запропоновано співпрацю на пісню «David De La Hoz» на альбомі Long Live.

## Учасники

### Поточні
- Ден Сміт — вокал, бас, мелофон, корнет
- Кріс Рошель — барабани
- Джон Тере — гітара

### Колишні
- Крістін Нельсон — гітара, пральна машина
- Ендрю Гиббенс — барабани
- Калеб Кленденен  - гітара
- Ерік Олсен — гітара
- Крістен Сміт — бас-гітара
- Вольфганг Робінзон — барабани

### Мандруючи
- Джон Тере — гітара

## Дискографія

### Альбоми
- Whispermoon (Mush Records, 2003)
- Ozark Empire (Deepspace5 Records, 2005)
- Talk Music (Talk Music Records, 2007)
- Not Waving, Drowning (self-released, 2009)
- Return to Struggleville (Tangled Talk Records/Homemade Genius/Sounds of Subterrania, 2007)
- Wooden Heart (Tangled Talk Records/Sincere Records/Broken Circles/Sounds of Subterrania, 2010)
- Time Is a Machine (Tangled Talk Records/Sounds of Subterrania, 2013)

### Міні-альбоми
- Listener and Dust — Just in Time for Christmas (Deepspace5 Records, 2005)
- Train Songs (self-released, 2009)

### Сингли
- Live on 3FM (self-released, 2013)

### Відеокліпи
- «Train Song» (2003)
- «Ozark Empire» (2005)
- «Wooden Heart» (2010)
- «Falling in Love with Glaciers» (Ver. 1) (2010)
- «Building Better Bridges» (2011)
- «Falling in Love with Glaciers» (Ver. 2) (2011)
- «It Will All Happen the Way It Should» (2014)
- «Eyes to the Ground for Change» (2014)